# Phyllocnistis phrixopa
Phyllocnistis phrixopa är en fjärilsart som beskrevs av Edward Meyrick 1926. Phyllocnistis phrixopa ingår i släktet Phyllocnistis och familjen styltmalar. Inga underarter finns listade i Catalogue of Life.